# Kinderen van de hondsster
Kinderen van de hondsster (oorspronkelijke titel: Children of the Dog Star) is een jeugd-tv-serie uit Nieuw-Zeeland van 1984 die te zien was op televisie in België in 1986. In Nederland was de serie te zien onder titel Het Kolob-mysterie.

## Verhaal
De 12-jarige Gretchen Kierney logeert bij haar oom en is gefascineerd door de windvaan die meer op een roos lijkt. Nadat ze per ongeluk nog een stuk ijzer in het moeras aantreffen gebeuren er rare zaken met de windvaan.
De lokale bevolking, waaronder Ronny's oom, proberen ondertussen een projectontwikkelaar, Helen Elliott, te verhinderen om het moeras te laten droogleggen. Volgens een legende rust er een vloek op.
Ondertussen kunnen de 3 hoofdrolspelers, Gretchen, Bevis, de zoon van de projectontwikkelaar en Ronny het ruimtewezen samen knutselen. Het blijkt Kolob te zijn, een ruimteonderwijzer van Sirius. Maar Kolob heeft stroom nodig zodat het dorp zonder stroom valt. Uiteindelijk zet hij de mensen stil zodat hij alle stroom kan krijgen en moeten ze hem uitschakelen.

## Rolverdeling
- Sarah Dunn als Gretchen Kierney
- Jeison Wallace als Ronny Kepa
- Hamish Bartle als Bevis Elliott
- Roy Billing als Donald Kierney, oom van Gretchen
- Susan Wilson als Kathleen Kierney, tante van Gretchen
- Zac Wallace als Mataui Kepa, oom van Ronny
- Catherine Wilkin als Helen Elliott, moeder van Bevis
- Raymond Hawthorne als Herbert Mitchell
- David McKenzie als Vic Mitchell
- Whatanui Skipwith als Hemi
- John Mellor als Agent Ben Willis
- Jim Hickeya als Landmeter
- Rodney Newman als Siriusiaan
- Dennis Gubb als Siriusiaan